# رجل الشارة
رجل الشارة شخصية يُزعم أنها موجودة في صورة ماري مورمان لاغتيال رئيس الولايات المتحدة جون إف كينيدي في ديلي بلازا في 22 نوفمبر 1963. اقترح منظرو المؤامرة أن هذا الرجل هو قناص يطلق النار من سلاح على الرئيس من أعلى الربوة. على الرغم من أن فلاش الكمامة المشهور يحجب الكثير من التفاصيل، فقد تم وصف رجل الشارة على أنه شخص يرتدي زي الشرطة - فاللقب نفسه مستمد من بقعة مضيئة على الصدر، والتي يُقال إنها تشبه الشارة البراقة.
التُقطت صورة المورمان بعد جُزء من الثانية بعد أن أصابت الرصاصة القاتلة رأس كينيدي. تم تَحليلها من قبل لجنة اختيار مجلس النواب للاغتيالات، ولكن لم يَتم العُثور على دَليل على وجود أرقام مخفية. في عام 1983، حصل غاري ماك -أمين متحف الطابق السادس- على نُسخة عالية الجَودة من الصورة. عنْد التَحسين، لاحظ ماك ما يُعتقد أنه رجل الشارة في الخَلفية المظللة. ظَهر هذا المُسلح الثاني المزعوم في عدة نظريات مؤامرة تَتعلق باغتيال الرَئيس كينيدي.
بَيّن خُبراء التَصوير الفوتوغرافي، على أن الصورة تَفتقر إلى الدِقة لتحديد ما إذا كان رَجل الشارة شخصية بشرية أم لا. لم يَكن رَجل الشّارة المشهور حاضراً في أي صور أخرى للاغتيال ولم يره أي شهود. انتقد المتشكك فينسينت بوغليوسي تَفسير رَجل الشّارة، وجادل المحلل ديل ك.مايرز بأنه ليس شخصًا حقيقيًا بسبب التناقضات النسبية. لقد تَم اقتراح أنَ الشكل هو في الواقع تشويهٌ بَصري من زجاجة كوكا كولا، أَو ببساطة عناصر خَلفية مُختلفة.